# Dimitri Boudaud
Dimitri Boudaud, né le 10 février 1987 à Charleville-Mézières en France, est un footballeur français qui évolue au poste de milieu offensif au FC Loon-Plage.

## Biographie

### Débuts en championnat amateur (2005-2020)
Dimitri Boudod commence sa carrière senior au sein du CS Sedan son club formateur. Il joue son premier match professionnel le 21 janvier 2005 lors de la 22e journée de Ligue 2 face aux Chamois niortais.
N'entrant pas dans les plans de l'équipe première, il quitte le club en 2006 et signe au Racing Club d'Épernay Champagne. Lors de l'été 2008, il s’engage en faveur du Football Club Montceau Bourgogne. 
Une saison plus tard, il rejoint l'US Dunkerque . Lors de la saison 2013-2014, Dimitri Boudaud découvre la Nationale 1 avec le club nordiste.

### Découverte du monde professionnel (2020-2022)
C'est finalement lors de la saison 2020-2021 que les dunkerquois accèdent à la Ligue 2. Dimitri Boudaud retrouve le monde professionnel 15 ans après l'avoir quitté .

### Retour au niveau amateur
Le 1er juillet 2022, il rejoint le club amateur du FC Loon-Plage en compagnie de son coéquipier Jérémy Huysman .  